# Pterolophia schoudeteni
Pterolophia schoudeteni är en skalbaggsart som beskrevs av Stefan von Breuning 1938. Pterolophia schoudeteni ingår i släktet Pterolophia och familjen långhorningar.
Artens utbredningsområde är Angola. Inga underarter finns listade i Catalogue of Life.